# Jiří Hrdlička
Jiří Hrdlička (* 26. November 1973) ist ein tschechischer Radballspieler vom SC Svitavka. Er ist zweifacher Weltmeister im 2er-Radball (2003, 2008).

## Werdegang
Hrdlička begann seine Profikarriere beim Verein Favorit Brünn. Zusammen mit Miroslav Berger wurde er 2003 Weltmeister und gewann den Gesamtweltcup. In den nächsten Jahren gewannen sie zusammen noch eine WM-Silbermedaille, einige Medaillen im Weltcup und zweimal den tschechischen Cup.
2007 wechselte er zum SC Svitavka und spielt seither mit Radim Hason. Bereits 2008 wurden sie gemeinsam Weltmeister und 2009 tschechischer Meister. Außerdem siegten sie dreimal im tschechischen Cup und wurden Zweiter im Gesamtweltcup 2010.
Nach der Saison 2011 legte sein Partner Radim Hason eine Pause ein und seither spielt Hrdlička zusammen mit Pavel Loskot.
Im November 2017 startet er mit seinem Sohn Jiří jun. bei den Hallenradsport-Weltmeisterschaften 2017 im österreichischen Dornbirn und die beiden belegten den vierten Rang.

## Sportliche Erfolge
- Weltmeisterschaft
  -  Weltmeister 2003, 2008
  -  Silbermedaille 2005, 2006
  -  Bronzemedaille 2019
- Gesamtweltcup
  - 1. Rang 2003
  - 2. Rang 2002, 2010
  - 3. Rang 2004, 2005, 2006
- Europacup
  - 2. Rang 2002
  - 3. Rang 2001, 2006
- Tschechische Meisterschaft
  - 1. Rang 2009, 2015, 2016, 2017
  - 2. Rang 2004, 2005, 2006, 2008, 2010, 2011, 2012, 2013, 2014
  - 3. Rang 2003, 2018
- Tschechischer Cup
  - 1. Rang 2003, 2006, 2007, 2008, 2009, 2015, 2016, 2017, 2018
  - 2. Rang 2004, 2005, 2010, 2011, 2012, 2013, 2014
- U23-Europacup
  - 2. Rang 1995
- Junioren-Europameisterschaft
  - 1. Rang 1991
  - 2. Rang 1990

### Weltcup-Statistik
| Jahr                    | Partner          | 1. T.          | 2. T.          | 3. T.          | 4. T.          | Punkte | Quali | Finale         |
| ----------------------- | ---------------- | -------------- | -------------- | -------------- | -------------- | ------ | ----- | -------------- |
| 2002                    | Miroslav Berger  | 5              | 4              | Silbermedaille | Silbermedaille | 155    | 5     | Silbermedaille |
| 2003                    | Miroslav Berger  | Goldmedaille   | 4              | 5              | Silbermedaille | 160    | 3     | Goldmedaille   |
| 2004                    | Miroslav Berger  | 5              | Silbermedaille | Silbermedaille | 4              | 155    | 6     | Bronzemedaille |
| 2005                    | Miroslav Berger  | Silbermedaille | 4              | Silbermedaille | Bronzemedaille | 165    | 2     | Bronzemedaille |
| 2006                    | Miroslav Berger  | Goldmedaille   | Bronzemedaille | Goldmedaille   | 5              | 170    | 5     | Bronzemedaille |
| 2007                    | Radim Hason      | Silbermedaille | –              | –              | –              | 45     | 16    | –              |
| 2008                    | Radim Hason      | –              | –              | –              | –              | –      | –     | –              |
| 2009                    | Radim Hason      | 5              | 4              | 6              | Bronzemedaille | 130    | 7     | 5              |
| 2010                    | Radim Hason      | 4              | 4              | 4              | 5              | 135    | 8     | Silbermedaille |
| 2011                    | Radim Hason      | 4              | 6              | 5              | 6              | 115    | 9     | –              |
| 2012                    | Pavel Loskot     | 7              | Goldmedaille   | 9              | 10             | 104    | 9     | –              |
| 2013                    | Pavel Loskot     | 6              | 7 (a)          | 8              | 5              | 93     | 8     | –              |
| 2014                    | Pavel Loskot     | 5              | 7              | 5              | 9              | 96     | 9     | –              |
| 2015                    | Pavel Loskot     | -              | -              | 5              | 6              | 125    | 8     | 9              |
| 2016                    | Pavel Loskot     | 5              | 7              | 4              | 6              | 110    | 8     | 9              |
| 2017                    | Pavel Loskot     | 4 (b)          | 6 (c)          | 10 (b)         | - (d)          | 74     | 9     | -              |
| 2018                    | Pavel Loskot (e) | 5              | 7              | 4              | -              | 85     | 10    | -              |
| Stand: 27. Oktober 2018 |                  |                |                |                |                |        |       |                |

Teilnahmen:  66

 Goldmedaillen:  5

 Silbermedaillen:  10

 Bronzemedaillen:  6

| Legende |
| --- |
| - Jahr: Nennt das Jahr des Weltcups. - Partner: Spielpartner in diesem Weltcup-Jahr. - 1. T.: (1. Turnier, von 4) Rang des Sportlers in diesem Turnier. - Punkte: Weltcup-Punkte, die der Spieler am Ende der Qualifikation hatte. - Quali: Rang am Ende der Qualifikation. - Finale: Rang im Finale, falls dieses erreicht wurde. |